# Myotis keenii
Myotis keenii е вид бозайник от семейство Гладконоси прилепи (Vespertilionidae).

## Разпространение
Видът е разпространен в Канада (Британска Колумбия) и САЩ (Аляска и Вашингтон).